# Josef Egger (Politiker, 1913)
Josef Egger (* 27. November 1913 in Göggingen (heute zu Augsburg); † 1. Mai 1984 in Augsburg) war ein deutscher Maler- und Lackierermeister.

## Leben
Nach dem Besuch der Volksschule machte Egger die Lehre zum Maler und Lackierer. 1938 legte er die Meisterprüfung ab, ein Jahr später gründete er seinen eigenen Betrieb. Nach einer Teilnahme am Zweiten Weltkrieg war er Obermeister der Maler- und Lackierer-Innung Augsburg, außerdem nebenamtlich Fachlehrer an der Meisterschule. Er gehörte dem Vorstand des Landesinnungsverbands des Maler- und Lackiererhandwerks an und war stellvertretender Kreishandwerksmeister. Von 1970 bis 1984 war er Präsident der Handwerkskammer für Schwaben und in dieser Zeit auch Mitglied des Handwerksrats in Bonn sowie Vorsitzender des Aufsichtsrats und des Vorstandes der Raiffeisenbank Augsburg. Von 1973 bis 1981 war er Bezirkspräsident des Bayerischen Raiffeisen-Bezirksverbandes in Schwaben. Vom 1. Januar 1976 bis zum 1. Mai 1984 war er Mitglied des Bayerischen Senats.

## Ehrungen
- 1978: Verdienstkreuz 1. Klasse der Bundesrepublik Deutschland[1]
- 1983: Großes Verdienstkreuz der Bundesrepublik Deutschland